# Villaggio Giuliano
Villaggio Giuliano è la zona urbanistica 12B del Municipio Roma IX di Roma Capitale.
Si estende sul quartiere Q. XXXI Giuliano-Dalmata.

## Geografia fisica

### Territorio
È situata a sud della capitale, internamente al Grande Raccordo Anulare e sul lato est di via Laurentina.
La zona urbanistica confina:
- a nord con le zone urbanistiche 11F Tre Fontane e 11G Grottaperfetta
- a est e a sud con la zona urbanistica 12E Cecchignola
- a ovest con le zone urbanistiche 12D Laurentino e 12A Eur

## Architetture religiose
- Chiesa di San Marco Evangelista in Agro Laurentino, su piazza Giuliani e Dalmati.